# DDR-Museum Pirna
Das DDR Museum Pirna ist ein privat geführtes Museum in Pirna im Landkreis Sächsische Schweiz-Osterzgebirge. 

## Ausstellung
In einer Dauerausstellung gibt das Museum Einblicke in das Leben in der DDR bis 1989. Auf zwei Etagen mit einer Gesamtfläche von 2.000 Quadratmetern werden 120.000 Exponate (Stand April 2013) in wechselnden Ausstellungen gezeigt. Zur Ausstellung gehören ein komplett eingerichteter Konsum, ein Kindergarten, ein Klassenzimmer, eine Krankenstation und verschiedene Kraftfahrzeuge sowie Werke des Fotografen Hartmut Schorsch (FF dabei). Auf dem Außengelände des Museums steht seit Mai 2011 die alte Dresdner „Kinderstraßenbahn Lottchen“. Eine Rarität ist ein Herzschrittmacher aus den 1960er Jahren und eine Geschirrspülmaschine.

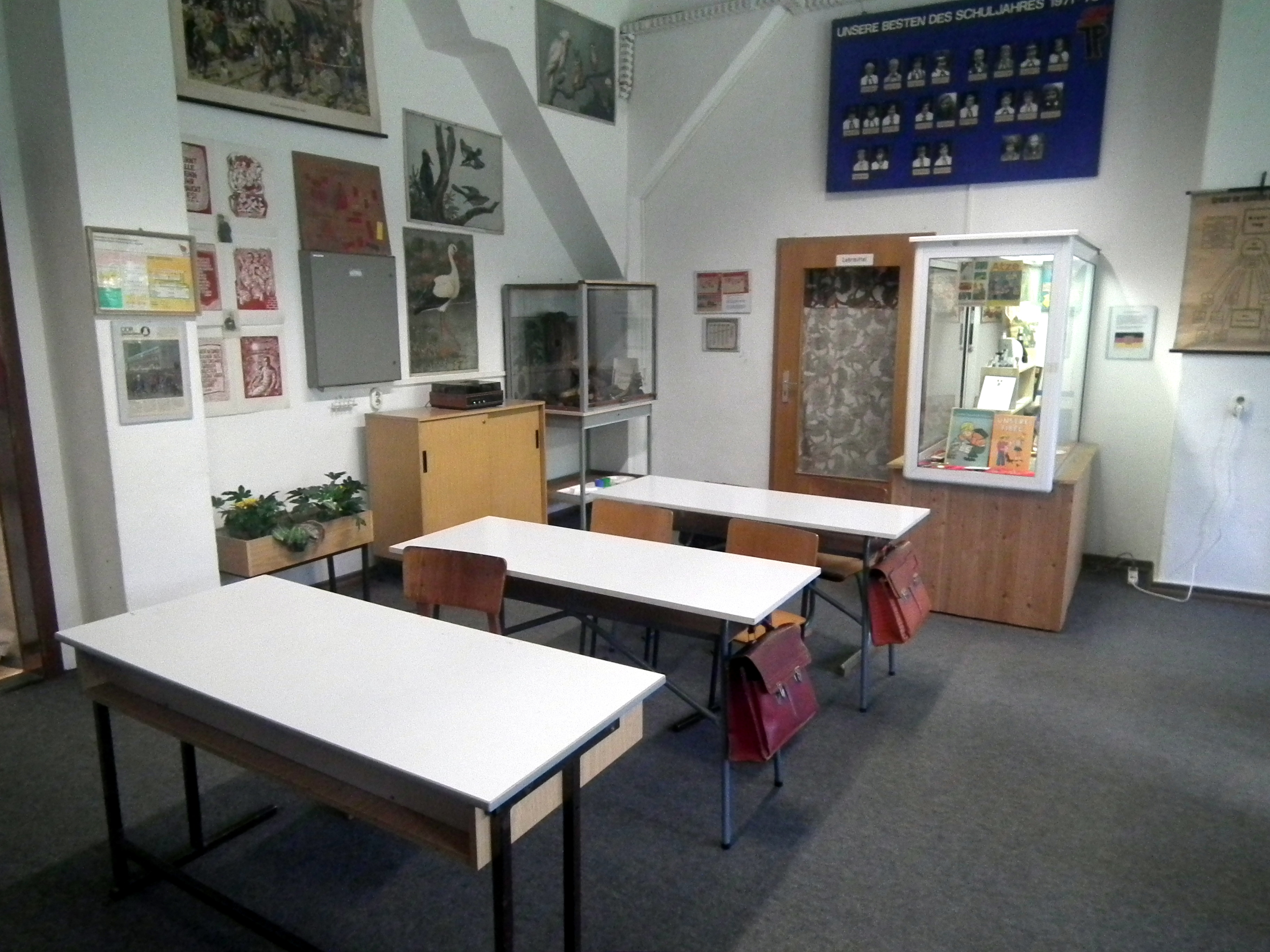
Typisches DDR-Klassenzimmer
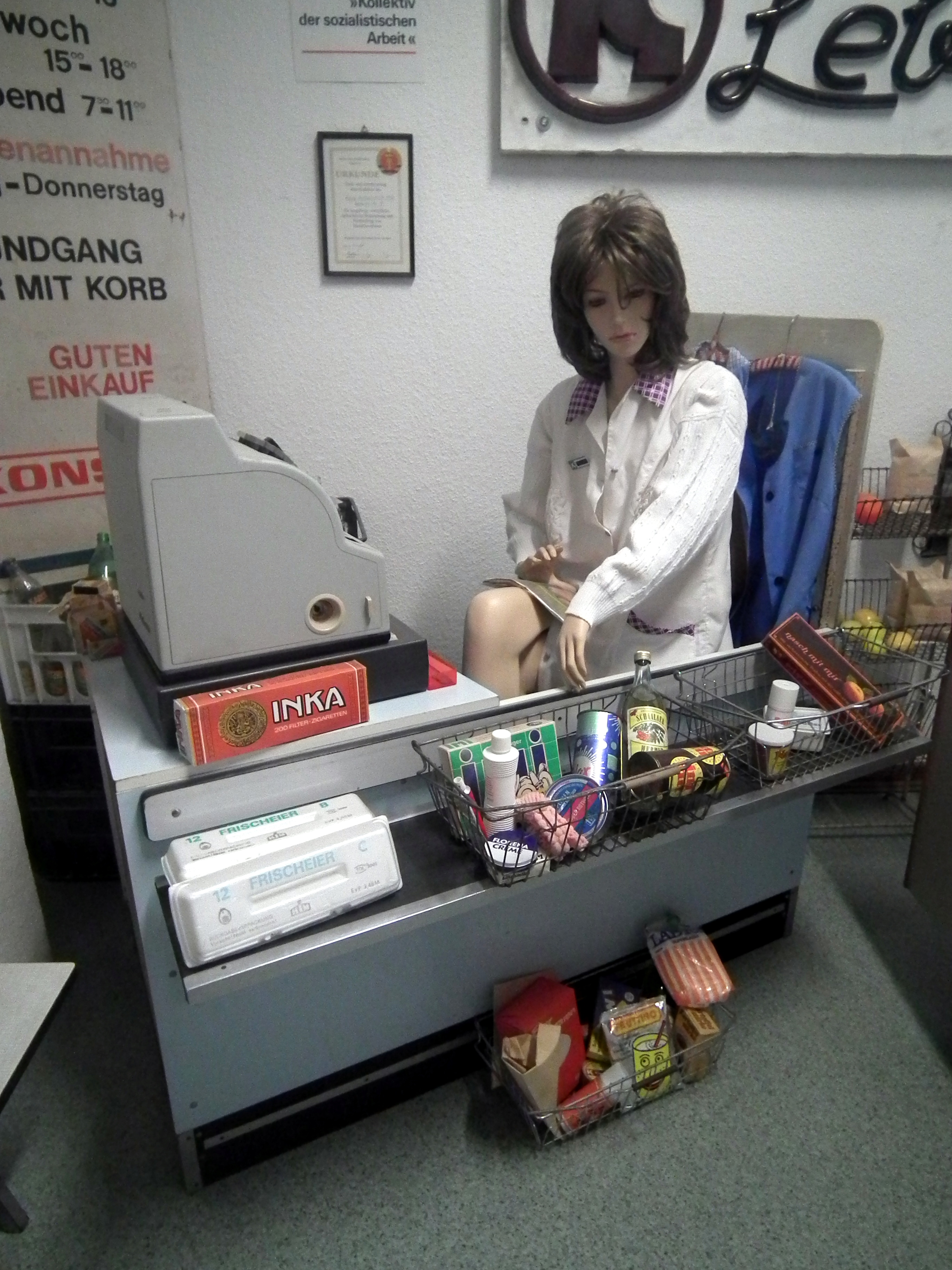
Kasse im Konsum
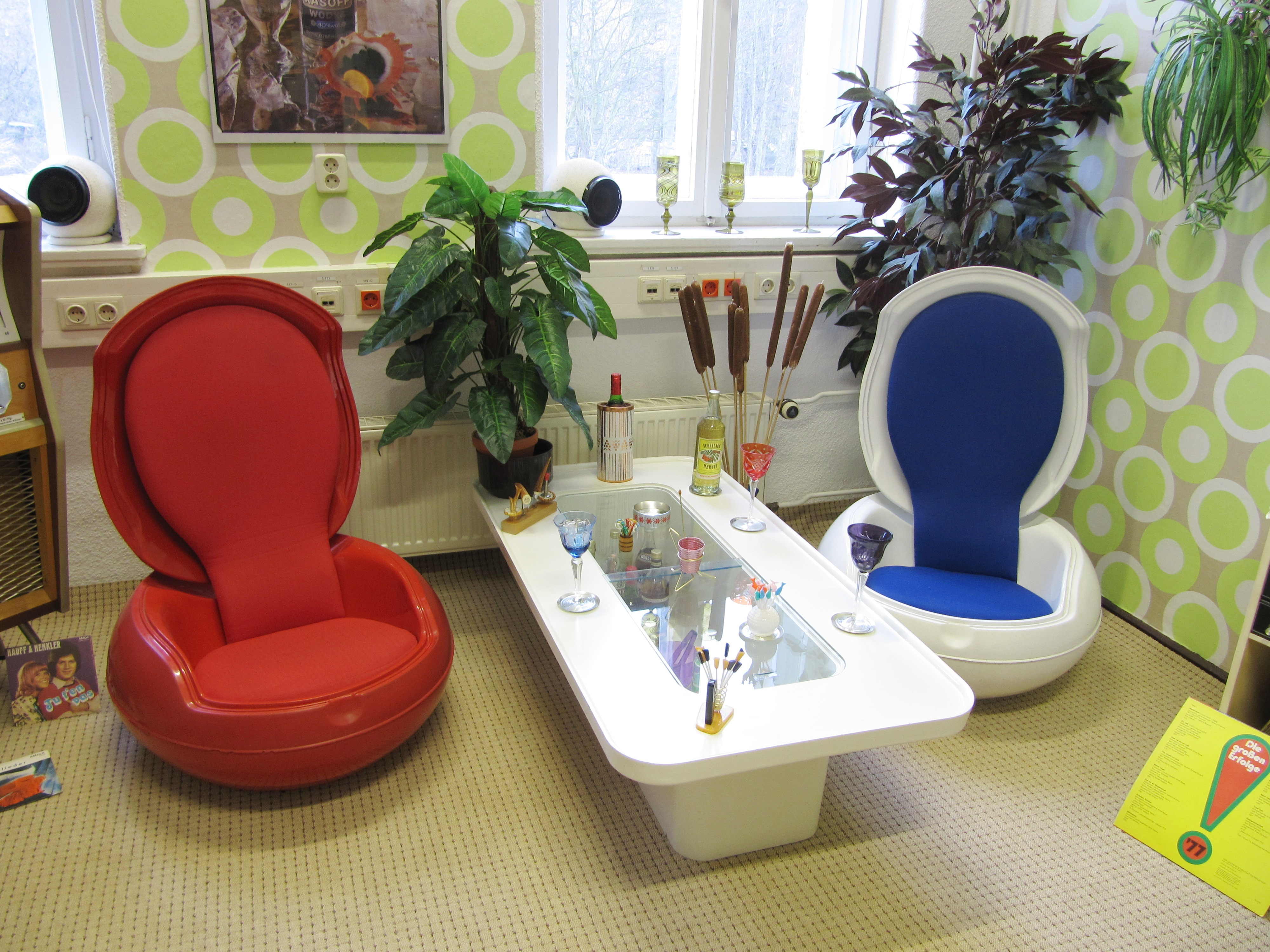
Senftenberger Ei von Peter Ghyczy
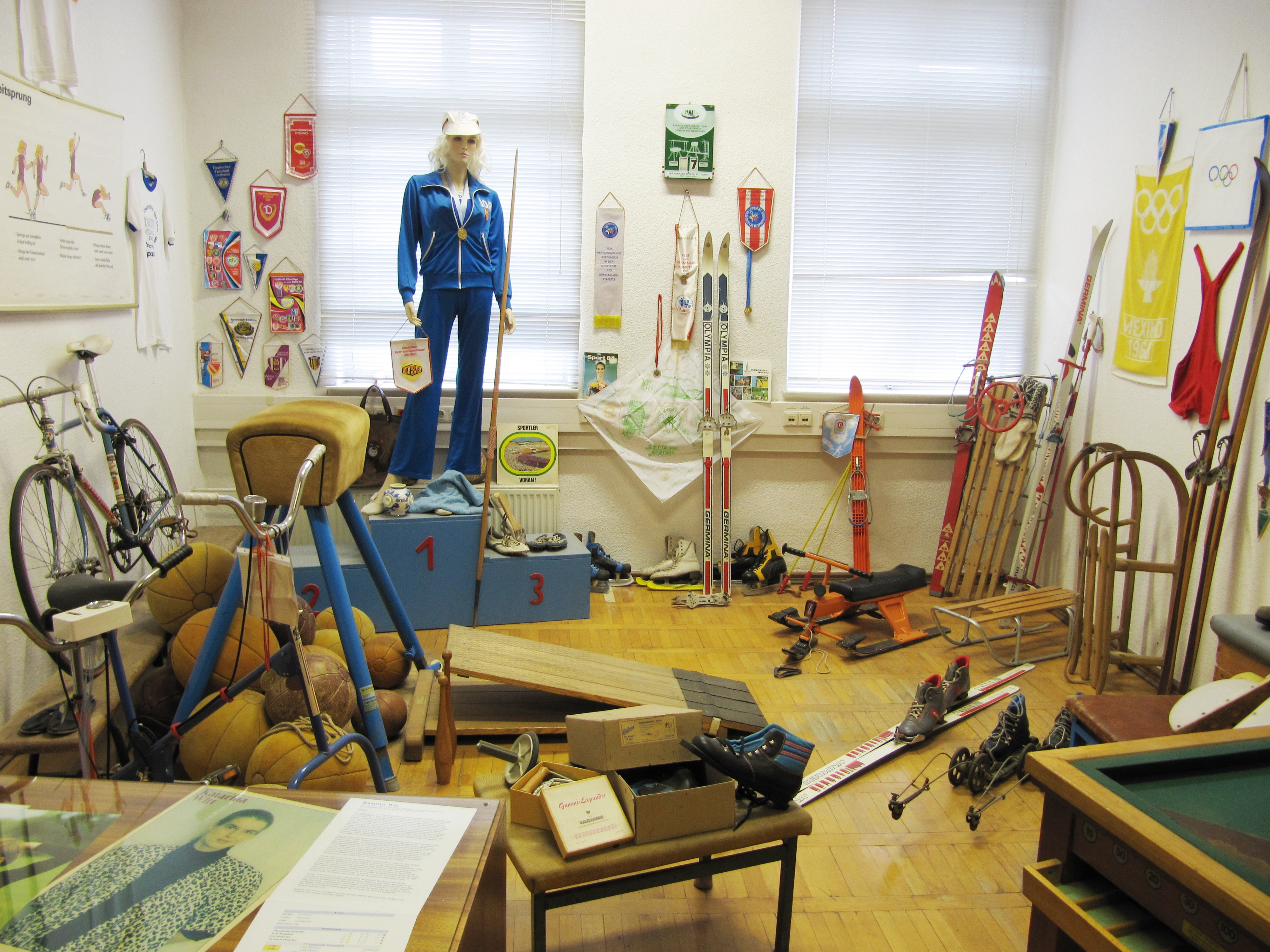
Sportzimmer
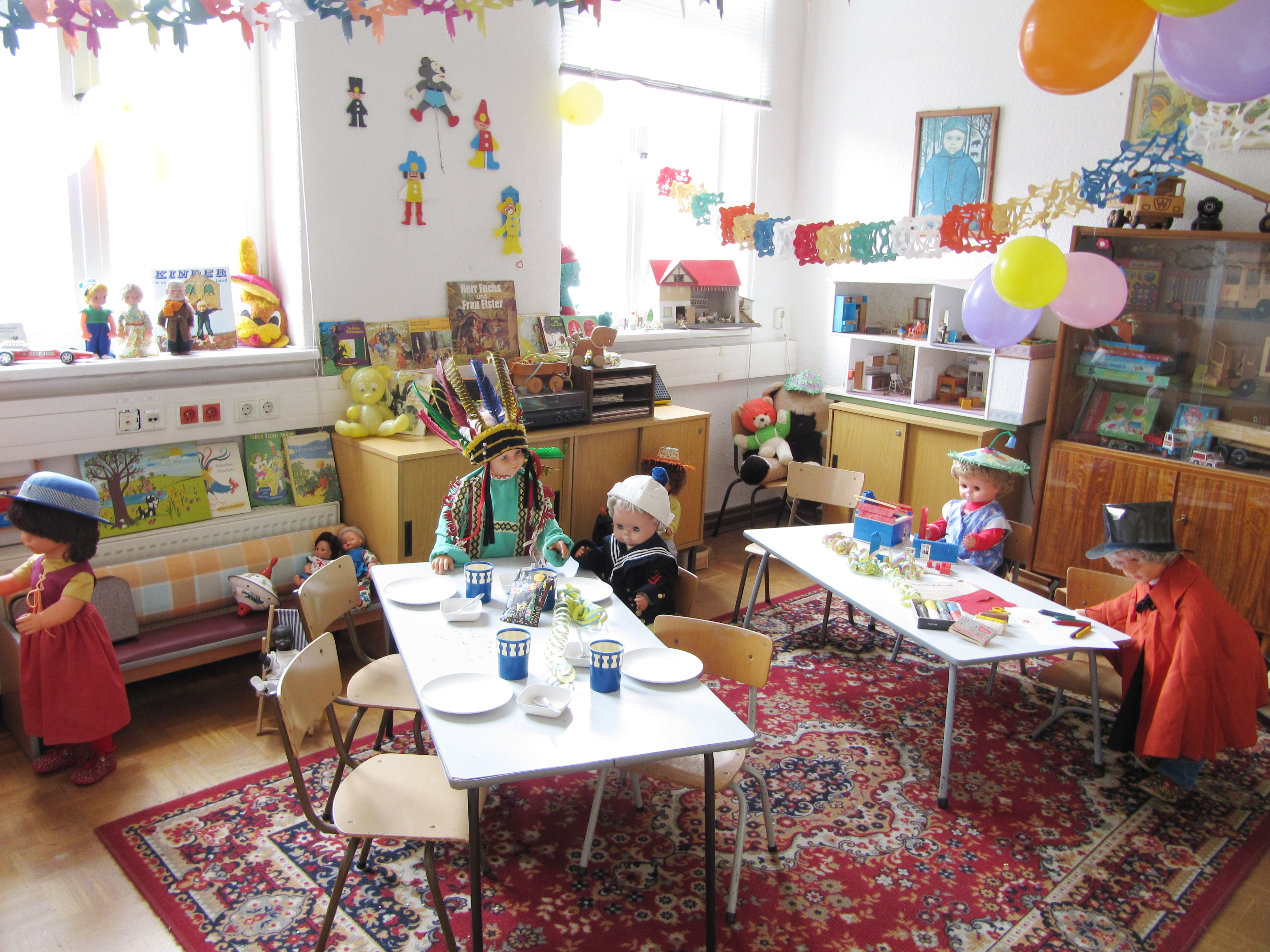
Kindergarten-Zimmer
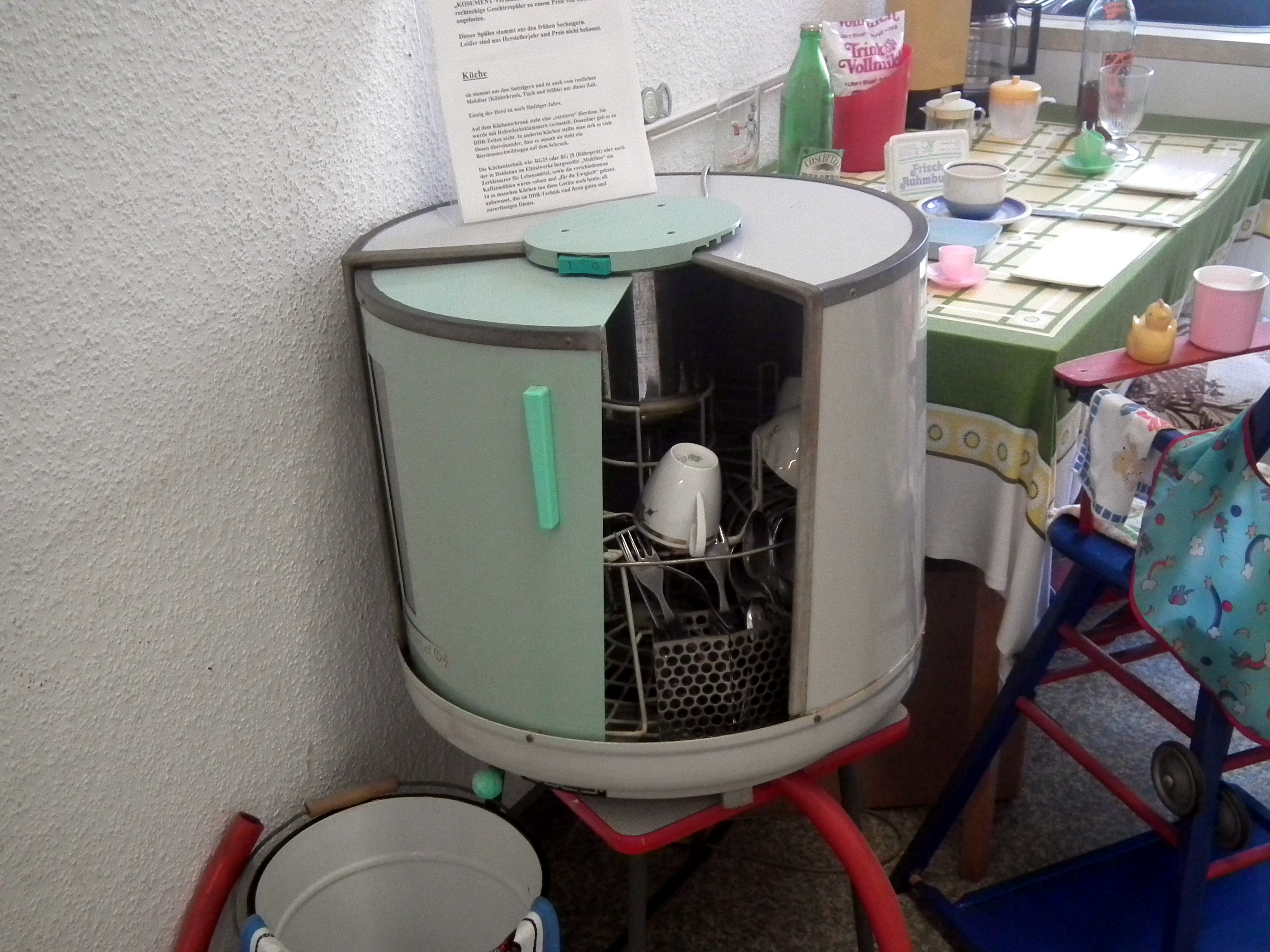
Geschirrspülmaschine vom VEB Elektro Installation Oberlind, ein Betrieb des Kombinat VEB Elektrogerätewerk Suhl

## Geschichte
Die Ausstellung zeigt die 1993 begonnene Sammlung von Conny Kaden. Das Museum wurde am 16. Juli 2005 auf 250 m² eröffnet. Im ersten Jahr des Bestehens hatte es fast 10.000 Besucher. Seit dem 31. März 2007 befindet sich das Museum in der Rottwerndorfer Straße 45 in Pirna in einer alten Kaserne des ehemaligen Pionierbataillons der NVA mit 700 m² Ausstellungsfläche. Seit April 2009 wird auch die zweite Etage des Gebäudes benutzt und erweitert so die Fläche auf 1500 m². 2009 beging das Museum den 60. Jahrestag der Gründung der DDR u. a. mit einer Ansprache eines Erich-Honecker-Doubles und gut 4.000 Besuchern. Auf dem Dach des Museums wurde 2010 eine 2500 m² große Solaranlage erbaut. Im Jahr 2013 kamen knapp 30.000 Besucher in das Museum. 
Das Museum konnte schon einige Persönlichkeiten als Gast begrüßen, so z. B. Thomas Barth, Kapitän der DDR-Friedensfahrtauswahl oder Puppendoktor Pille (alias Urte Blankenstein).

## Trägerschaft
Das Museum finanziert sich ausschließlich durch private Mittel und erhält von Stadt, Land oder anderen Institutionen keine Förderung und keine Unterstützung. 